# Compagnie de développement oriental

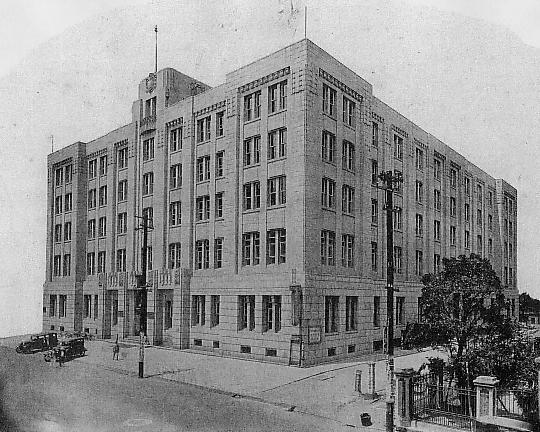
Siège de Tokyo de la compagnie de développement oriental.

La compagnie de développement oriental (東洋拓殖株式会社, Tōyō Takushoku Kabushiki Kaisha) (coréen : 동양척식주식회사) est une entreprise nationale fondée par l'empire du Japon en 1908 pour mener sa politique d'exploitation coloniale de l'Empire coréen et d'autres pays de Asie de l'Est. L'entreprise a son siège social d'abord à Séoul, puis à Tokyo. Elle est dissoute en 1945 après la capitulation du Japon à la fin de la Seconde Guerre mondiale.

## Fondation
En 1905, l'empire du Japon signe le traité d'Eulsa avec l'Empire coréen, le privant de souveraineté et le transformant en protectorat.
Le traité autorise également l'empire du Japon à construire le siège du gouvernement-général japonais à Séoul et à nommer un résident-général de Corée.
Le traité de 1905 pose les fondations du traité nippo-coréen de 1907. En mars 1908, la Diète du Japon vote le projet de loi établissant la compagnie de développement oriental que le gouvernement de la Corée est obligé d'approuver. Elle est tout d'abord gérée à la fois par l'Empire coréen et l'empire du Japon, mais lorsque le siège est déplacé à Tokyo en 1917, elle devient la propriété exclusive de l'empire du Japon.
En 1927, Na Seok-ju, un militant indépendantiste coréen, pose une bombe dans le bâtiment de Séoul, entraînant la mort de certains des gestionnaires. Malgré cet incident, la compagnie commence à créer d'autres succursales dans des pays et régions dominés par le Japon tels que Taïwan, la Mandchourie, Sakhaline, et le mandat des îles du Pacifique. En 1938, il y a neuf succursales et plus de 800 employés.

## Histoire

### Immigration

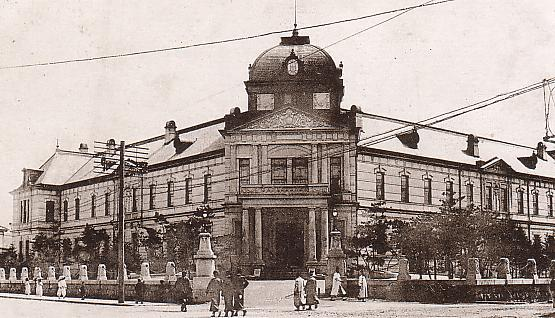
Siège de Séoul de la compagnie de développement oriental.

En raison d'un manque de terres arables au Japon, le Japon impérial décide de mener des politiques migratoires pour aider les gens à migrer dans la péninsule coréenne pour cultiver la terre. Il est estimé que la filiale coréenne de l'entreprise aurait permis à 85 000 Japonais en 1904 et environ 500 000 d'émigrer en Corée en 1908.
Jusqu'au printemps 1924, les colons japonais reçoivent des terres de la part de la compagnie, qui représentent plus de 8 000 terrains et les immigrants normaux au nombre de 246 767 possèdent ainsi le septième de la totalité des terres arables acquises par les migrants japonais.
Avec d'autres soutiens gouvernementaux à la migration, la pratique de « sous-location » est adoptée. Les Japonais ayant déménagé en Corée sont autorisés à sous-louer leurs terres aux anciens propriétaires coréens. 75% des agriculteurs coréens deviennent ainsi locataires de leurs terres.

### Investissements terriens
Après l'établissement d'un cadastre à la fin des années 1920, la compagnie achète un tiers des terres arables de la péninsule coréenne. Elle force les locataires à donner plus de 50% de leur production pour payer le loyer, tandis que le nombre de possessions de migrants japonais augmente de 300% à 400% par an en Corée.
La vie quotidienne dans la province du Hwanghae (actuelle Corée du Nord) est ainsi décrite :

« En raison des mauvaises récoltes, provoquées par les inondations, la sécheresse et les attaques d'insectes, les pauvres et misérables locataires se plaignent depuis plus d'un mois qu'ils doivent être dispensés de payer les loyers ou que les loyers doivent être réduits pour cette année. Quel que soit leur âge, la plupart des résidents se présentent au bureau local de la compagnie orientale et réclament l'annulation du loyer. Les agents locaux de la compagnie les menacent cependant de perdre leurs droits de locataire au cas où ils ne paieraient pas leurs loyers. »

### Autres investissements

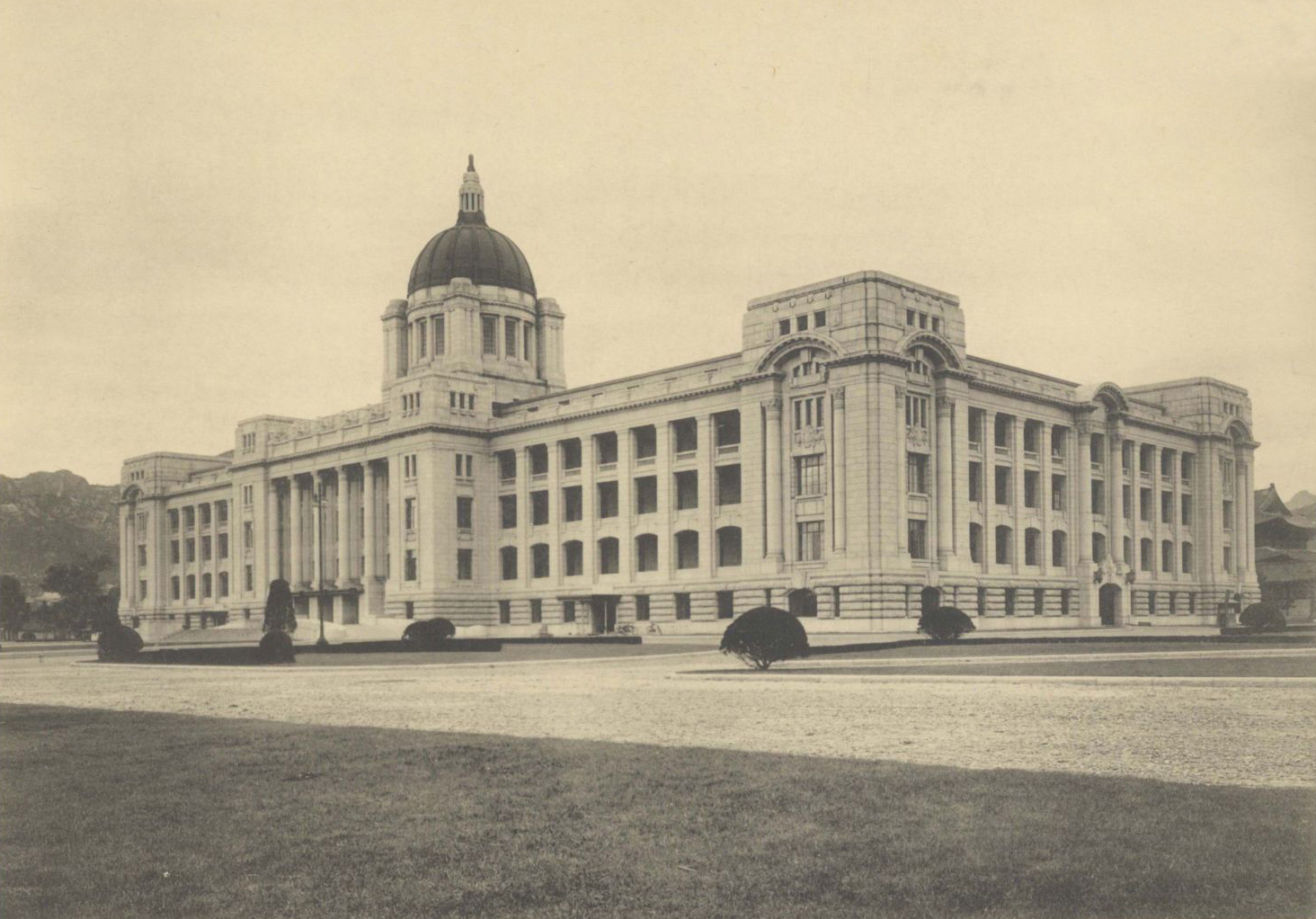
Siège du gouvernement-général japonais à Séoul.

Après l'incident de Mukden de 1931, le Japon impérial commence à transformer la péninsule coréenne en base d'approvisionnement. Très vite, l'entreprise investit dans l'électricité et les chemins de fer pour exploiter les mines.

## Postérité
Après la libération de la Corée par les Alliés, le gouvernement militaire de l'armée des États-Unis en Corée confisque toutes les possessions de l'entreprise. Elle est renommée Shinhan Gongsa et opère vite dans six grandes villes de Corée du Sud.
Après l'établissement de la première République de Corée du Sud, les terres qui appartenaient à la compagnie de développement oriental sont distribuées aux agriculteurs lors de la réforme foncière de 1949.
Le siège de la compagnie de développement oriental de Busan existe toujours, ainsi que celui de Mokpo. Ces deux bâtiments ont été convertis en musées. Le siège de Séoul est maintenant occupé par la Banque d'échange de Corée (en).